# Лоял (Оклахома)
Лоял (англ. Loyal) — місто (англ. town) в США, в окрузі Кінгфішер штату Оклахома. Населення — 71 особа (2020).

## Географія
Лоял розташований за координатами 35°58′22″ пн. ш. 98°7′6″ зх. д. / 35.97278° пн. ш. 98.11833° зх. д. (35.972784, -98.118394).  За даними Бюро перепису населення США в 2010 році місто мало площу 0,21 км², уся площа — суходіл.

## Демографія
Згідно з переписом 2010 року, у місті мешкало 79 осіб у 29 домогосподарствах у складі 21 родини. Густота населення становила 371 особа/км².  Було 40 помешкань (188/км²).
Расовий склад населення:
| - 92,4 % — білих - 2,5 % — корінних американців - 1,3 % — чорних або афроамериканців |

До двох чи більше рас належало 3,8 %. Частка іспаномовних становила 6,3 % від усіх жителів.
За віковим діапазоном населення розподілялося таким чином: 27,8 % — особи молодші 18 років, 63,3 % — особи у віці 18—64 років, 8,9 % — особи у віці 65 років та старші. Медіана віку мешканця становила 36,8 року. На 100 осіб жіночої статі у місті припадало 102,6 чоловіків;  на 100 жінок у віці від 18 років та старших — 103,6 чоловіків також старших 18 років.
Середній дохід на одне домашнє господарство  становив 66 200 доларів США (медіана — 57 500), а середній дохід на одну сім'ю — 76 891 долар (медіана — 59 250). Медіана доходів становила 51 250 доларів для чоловіків та 41 563 долари для жінок. За межею бідності перебувало 8,5 % осіб, у тому числі 36,4 % дітей у віці до 18 років та 0,0 % осіб у віці 65 років та старших.
Цивільне працевлаштоване населення становило 32 особи. Основні галузі зайнятості: мистецтво, розваги та відпочинок — 37,5 %, будівництво — 21,9 %, освіта, охорона здоров'я та соціальна допомога — 18,8 %.